# ピアノソナタ (ストラヴィンスキー)
ピアノソナタ（Sonate pour piano）は、イーゴリ・ストラヴィンスキーが1924年に作曲したピアノソナタ。

## 概要
ストラヴィンスキーは1924年、ビアリッツとニースに滞在する間にこのソナタを作曲した。同年10月21日には全曲の完成に至っている。初演は1925年7月に開催されたドナウエッシンゲン音楽祭にて、作曲者自身の演奏によって行われた。最終的にアルバート・スポールディングの校訂を経て、1925年にブージー・アンド・ホークスから出版されている。曲はエドモン・ド・ポリニャック公夫人ウィナレッタ・シンガーへと献呈された。

## 楽曲構成
曲は以下の3つの楽章から構成される。演奏時間は約9-11分。録音によっては第1楽章を「Moderato」、第3楽章を「Allegro molto」と表示している場合があるが、元の楽譜にはそうした標題や速度指定は掲げられていない。
1. ♩ = 112
2. Adagietto
3. ♩ = 112

第1楽章と第3楽章は互いに関連性を有している。両楽章とも同じテンポのソナタ形式を採っており、それぞれが再現部を持つ。また、冒頭に両手のユニゾンで奏される主題が終楽章コーダにおいて回想される。第1楽章では3連符が8分音符に対比される一方、インベンションのような第3楽章では16分音符がさらなる活力を与えることによりバロック音楽への接近をみせる。第2楽章は作曲者が「最大の音楽的天才」のひとりと看做していたベートーヴェンの様式によるロマン派音楽により近くなっている。そのため旋律線への装飾は厚みを増しており、前の楽章に見られたようなストラヴィンスキーの簡素で直截的な作曲様式は後退している。